# Dones a la dinastia merovíngia
L'estatus de la dona durant el període merovingi concerneix un període a França que va des del segle v fins al 751, data de la coronació de Pipí I el Breu. Si la societat merovíngia era patriarcal, les dones lliures tenien un cert nombre de drets, i diverses personalitats femenines, com la reina Brunequilda, van marcar la política del seu temps.

## Continuïtat de l'Imperi romà
Els merovingis regnaven sobre un poble format principalment per individus que els textos legislatius els anomenen «romans». Com els altres reis bàrbars, els sobirans merovingis van tenir cura de preservar l'antiga legislació romana i van ordenar que cada individu fos jutjat segons la seva identitat ètnica (principi de personalitat de les lleis).
En conseqüència, la majoria de dones lliures (als esclaus se'ls aplicava un dret específic) conserven un estatus definit pel dret romà, l'estatus d'una «menor d'edat eterna». Pel que fa als documents típicament merovingis, mostren més aviat un «augment dels drets de les nenes» (Sylvie Joye). No obstant això, igual que les dones romanes, les dones franques es mantenen subordinades a la voluntat dels homes que els envolten, que tenen el dret i el deure del mund (protecció).

Extensió territorial dels merovingis
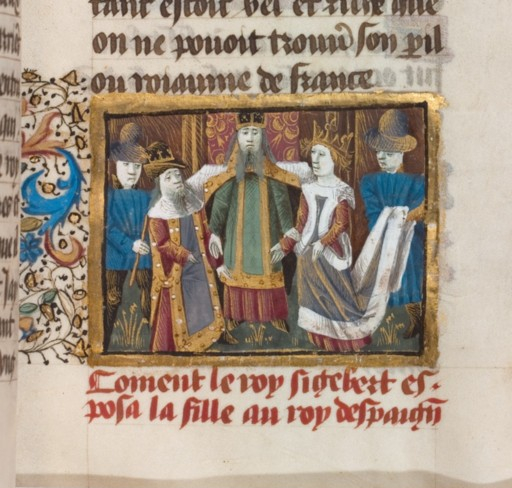
Manuscrit del segle xv que representa el matrimoni entre Sigebert I i Brunequilda
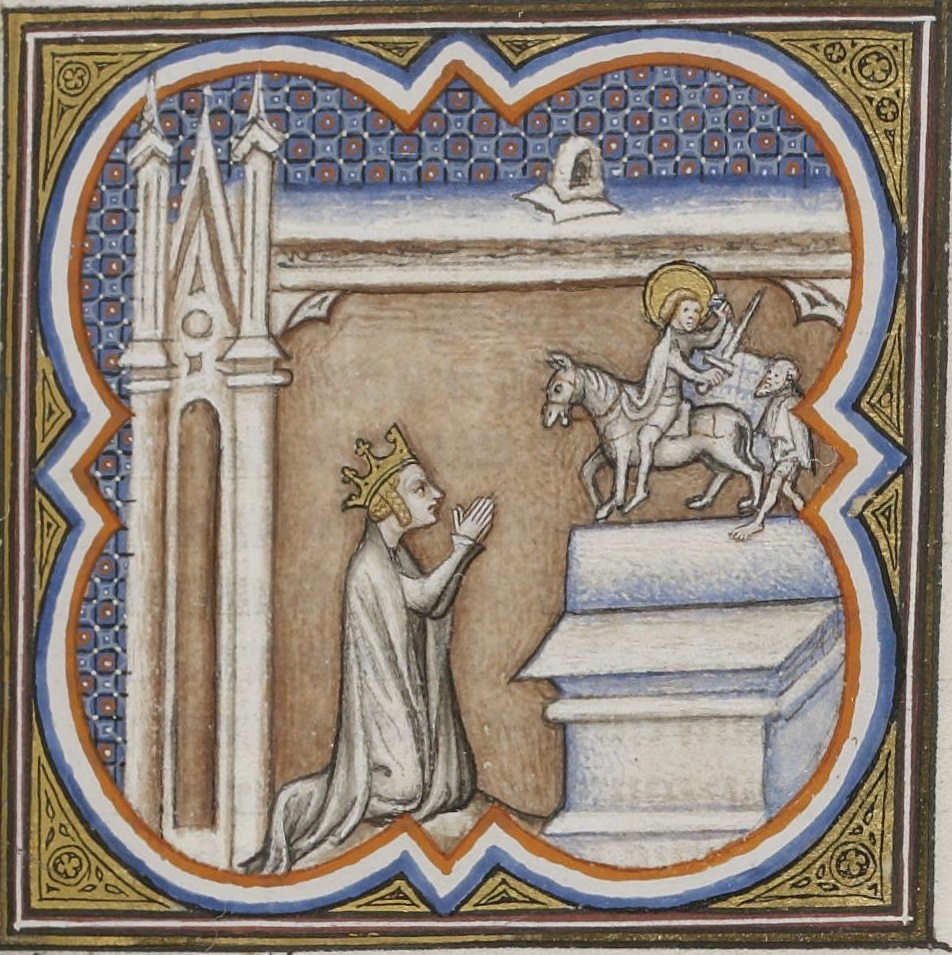
Santa Clotilda resant a Sant Martí

De la mateixa manera, els drets romans i francs coincideixen en les restriccions relacionades amb el matrimoni (límits d'edat, prohibició del matrimoni entre cosins...). Les noies podien casar-se als 12 anys (mentre que els nois no ho podien fer fins als 15 anys), fins i tot si el matrimoni formava part d'una transferència de béns.

## Drets i deures de les dones
- Wergeld: la llei sàlica indica que el wergeld (el preu d'un home) d'una dona lliure equival a la d'un home lliure, és a dir 200 sous. Es duplica si la dona té una edat fèrtil i es triplica si està embarassada.[2] Per contra, si la dona té la menopausa, la compensació és menor.
- Herència: les dones merovíngies podien heretar dels seus pares i marits, excepte en el cas de terres sàliques (sempre que hi hagi hereus masculins). És per això que determinades noies eren ficades a un convent per tal de preservar el patrimoni.[2]
- Matrimoni: el matrimoni no era cristià (apareix per primera vegada com a sagrament cristià en un decret de Luci III el 1184). A diferència del dret romà (que exigeix que el pare de la núvia pagui un gran dot), la llei merovingia preveu que la transferència més gran de béns sigui del nuvi al pare de la futura esposa (com a arres per la compra del mund de la dona). També preveu que s'entregui un terç de la propietat del nuvi (la tertia) a la seva dona després de la seva mort.[2] «No es tracta de comprar la seva núvia: aquesta suma segella el vincle entre les dues famílies i marca el consentiment del pare». Ella podia gestionar aquesta propietat, però no vendre-la. El morgengabe (regal del matí) és un altre intercanvi de béns, que beneficia a la núvia el dia després del primer matrimoni (només si era verge) i que estava pensat per mantenir als fills de la parella.[2]
- Viudetat: Les vídues merovíngies es dedicaven tradicionalment a Déu i els seus interessos estaven protegits per l'Església, que les podia protegir de les pressions dels pretendents que buscaven obtenir el seu patrimoni casant-se amb elles. Així, les vídues eren més lliures que les dones casades.[2] Tanmateix, podien pronunciar vots sense consagrar-se, cosa que feia que els pretendents fossin «menys atents».[2]

En resum i segons Sylvie Joye, el dret merovingi garanteix a les dones una major autonomia econòmica que el dret romà, però a la pràctica, la seva capacitat d'acció, particularment en política, es redueix.

## Una imatge deformada
La imatge contemporània de les dones merovíngies està en part distorsionada per la visió dels clergues de l'època. Així, Gregori de Tours (538-594) explicava que algunes reines, com Brunequilda (543-613) i Fredegunda (545-597), eren les responsables de les intrigues i les disputes de successió.

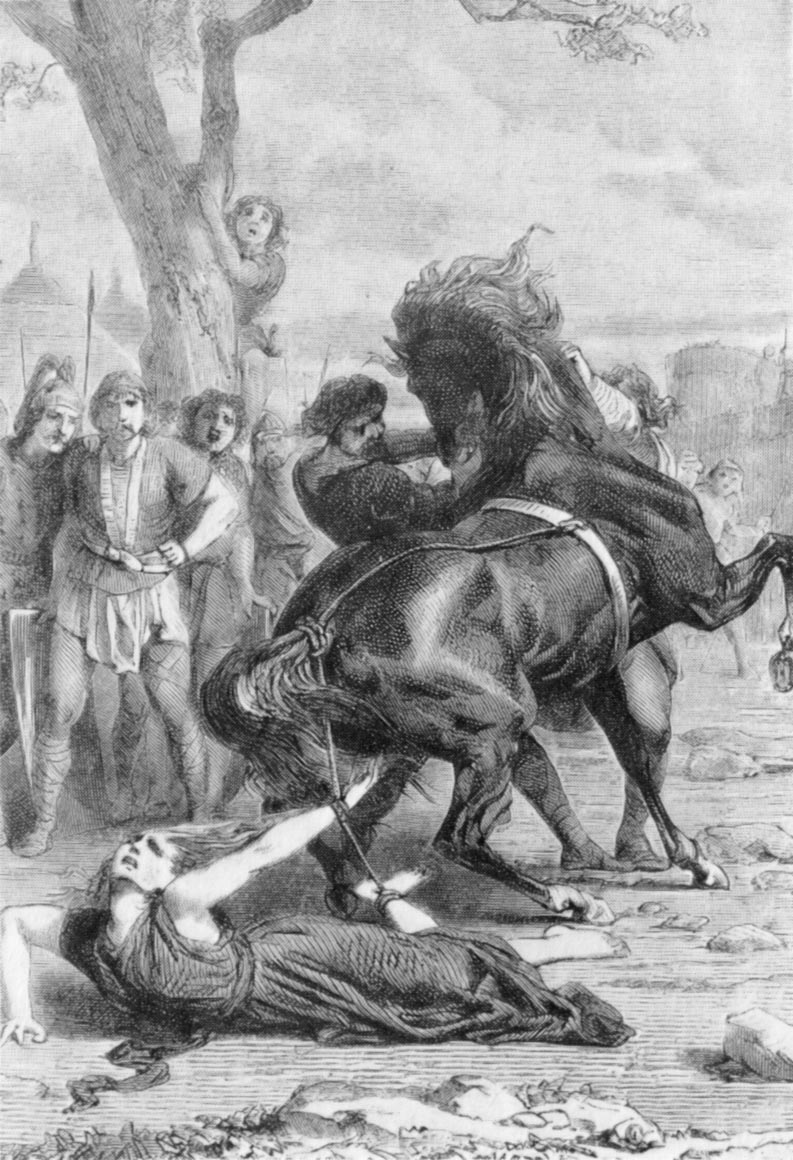
El suplici de Brunequilda
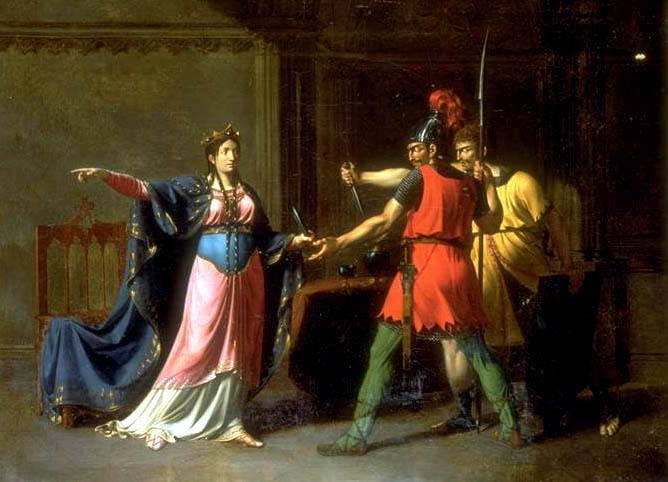
Fredegunda armant als assassins de Sigebert I
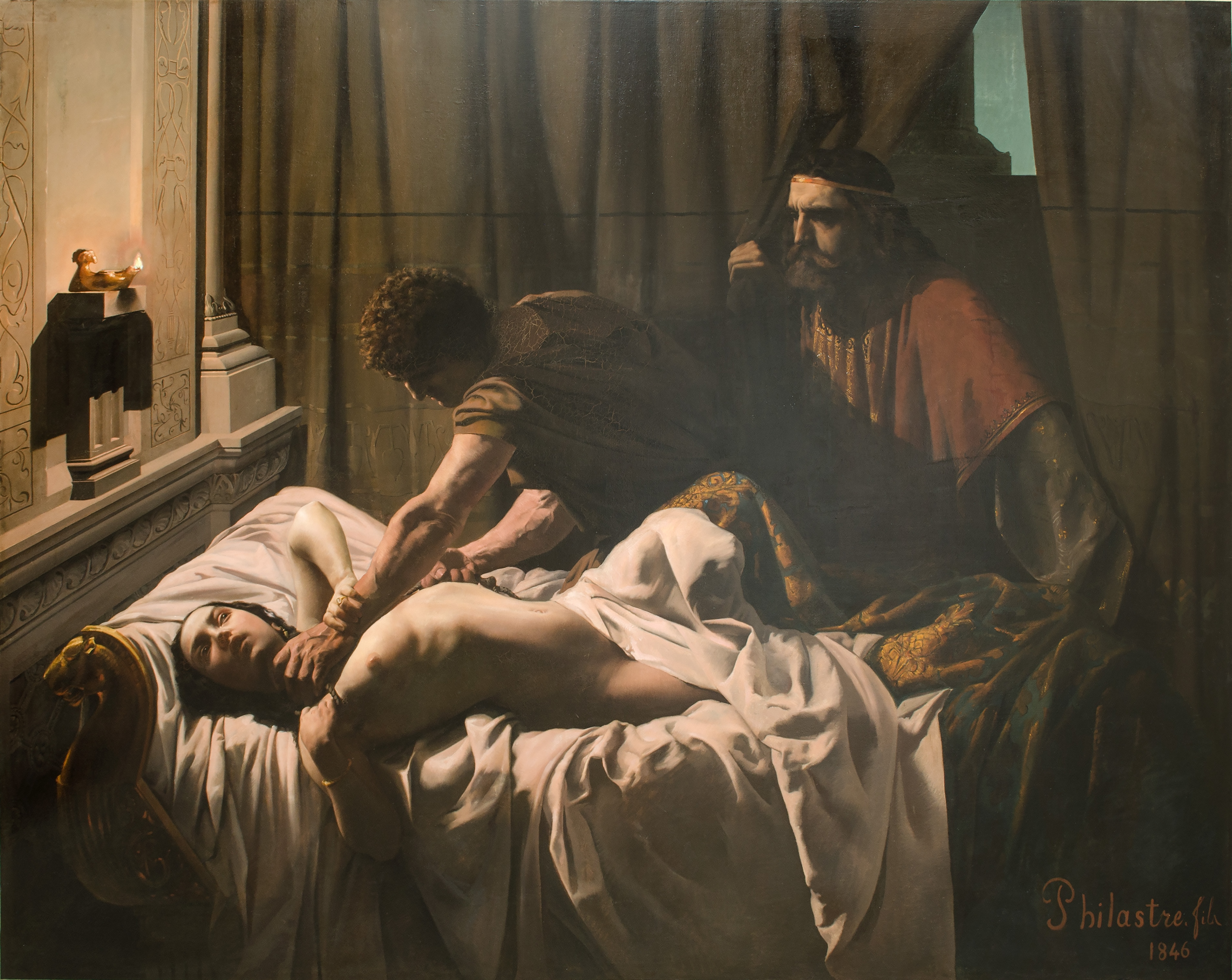
Assassinat de la reina Galsuinda (Museu municipal de Soissons)

L'anàlisi que els historiadors alemanys del segle xix han fet que el matrimoni entre els pobles germànics també fos discutible. La realitat dels matrimonis polígams és força dubtosa, fins i tot si es demostren l'existència de concubines reials i de matrimonis mitjançant segrest (raubehe).

## Reines merovíngies
- Aregunda
- Audovera
- Austregilda
- Bathilda d'Ascània
- Berchilda
- Bertruda
- Bilichilda
- Bilichilda
- Bisina
- Brunequilda
- Chimnechilda
- Clotilde de Borgonya
- Clotilde Doda
- Deutèria
- Ermenberga
- Faileuba
- Fredegunda
- Galsuinda
- Gomatruda
- Gondioque
- Haldetruda
- Ingoberga
- Ingunda
- Marcatruda
- Marcowefa
- Merofleda
- Nantilda
- Radegunda
- Ragnetruda
- Sichilda
- Suavegota
- Teodechilda (segle VI)
- Teodechilda (segle VII)
- Ultrogothe
- Waldrada
- Wisigarda
- Wulfegunda

## Dones destacades
- Alpaida
- Audofleda
- Adaltruda
- Amalberga de Temse
- Ansefleda
- Anstruda
- Auda de França
- Basina
- Baudonívia
- Bega d'Andenne
- Clodosinda
- Emma d'Austràsia
- Ermintruda
- Genoveva de París
- Gertrudis de Nivelles
- Glossinda de Metz
- Ingunda
- Irmina d'Oeren
- Ita Idoberga
- Landrada de Munsterbilzen
- Odila de Hohenbourg
- Placidina
- Plectruda
- Rigonda
- Segolena de Troclar
- Teodolinda
- Teudesinda